# Смородин, Виктор Алексеевич
Ви́ктор Алексе́евич Сморо́дин (24 ноября 1914, Харьков — 7 октября 1990, Киев) — советский оператор-документалист, фронтовой кинооператор в годы Великой Отечественной войны. Заслуженный деятель искусств Украинской ССР (1988).

## Биография
Родился в Харькове в рабочей семье. Окончив школу, выучился на киномеханика.
В 1937 году окончил операторский факультет Киевского киноинститута (ныне Киевский национальный университет театра, кино и телевидения имени И. К. Карпенко-Карого). В 1938—1939 годах — снимал рекламные и инструктивные ролики. Затем работал ассистентом на кафедре родного института.
С 1940 по июль 1941 — ассистент оператора, оператор Украинской студии кинохроники («Укркинохроника»).
Во время Великой Отечественной войны работал во фронтовых киногруппах:
- с июля 1941 года — ассистент оператора, затем оператор Юго-Западного и Сталинградского фронтов;
- с сентября 1942 года — оператор Воронежского фронта;

с 1943 года — оператор 1-го Украинского фронта;
- с 1944 до 12 октября 1945 — оператор 4-го Украинского фронта[2].

В конце войны имел звание инженер-капитан.
После войны, в 1945—1949 годах — оператор Львовского корпункта Украинской студии хроникально-документальных фильмов. Затем оператор на студии «Киевнаучфильм». Автор сюжетов для кинопериодики «Радянська Україна», «Союзкиножурнал».
Автор книг по фотографии: «Фотографирование природы», «Покупателю о фото- и киноаппаратах».
Член ВКП(б)/КПСС с 1949 года. Член Союза кинематографистов СССР с 1962 года.
Скончался 7 октября 1990 года в Киеве.

## Избранная фильмография
Оператор
- 1936 — Автотранспорт
- 1936 — Курорты Одессы
- 1939 — Береги от огня
- 1943 — Битва за нашу Советскую Украину (в соавторстве)
- 1943 — Орловская битва (в соавторстве)
- 1944 — Победа на Юге / Битва на Юге (в соавторстве; нет в титрах)
- 1945 — Освобождённая Чехословакия (в соавторстве)

Сценарист
- 1959 — Атом помогает нам (совместно с А. Елизаровым)

Режиссёр
- 1962 — Охотничьи просторы Украины

## Награды и звания
- орден Красной Звезды (14 апреля 1944)[5];
- орден Красного Знамени (22 сентября 1944)[3];
- орден Отечественной войны I степени (30 августа 1945)[3];
- Чехословацкий Военный крест (22 сентября 1945)[3];
- орден Отечественной войны II степени (6 апреля 1985)[3];
- заслуженный деятель искусств Украинской ССР (1988)[2];
- медали СССР[3].